# Marcel Dubé
Pour les articles homonymes, voir Dubé.
Œuvres principales
- Zone (1953)
- Un simple soldat (1958)
- Florence (1960)
- Les Beaux Dimanches (1968)
- Au retour des oies blanches (1969)

Marcel Dubé, né le 3 janvier 1930 à Montréal et mort le 7 avril 2016 dans la même ville, est un dramaturge et scénariste québécois (canadien). Il est le frère de l'éditeur Yves Dubé.

## Biographie
En 1949, Marcel Dubé gagne le second prix au concours littéraire l’A.C.J.C. avec le recueil de poèmes Couleurs des jours mêlés. Dès l’âge de 21 ans, il participe activement à la création d’une troupe de théâtre, La jeune scène, avec Monique Miller et Raymond Lévesque. Sa première pièce, Le bal triste, qu’il écrit et qui est mise en scène en 1950, fut un échec. La visée qu'il poursuit est de dénoncer l'état des femmes dans cette époque.
Il reçoit, en 1953, une bourse du ministère du Bien-Être et de la Jeunesse et il quitte alors le pays pour la France où il visite les théâtres et les écoles d’art dramatique parisiens.
Il se fait connaître par le public québécois grâce à la présentation des pièces Zone (1953), Un simple soldat (1957) et Au retour des oies blanches (1966). Ces œuvres expriment un contraste avec les productions de l’époque à caractère classique, donc la famille unie, la religion et l’amour. La majorité de ses pièces sont publiées dans la collection « Théâtre » créée par son frère Yves Dubé chez Leméac.
Concernant Un simple soldat, le critique et professeur Laurent Mailhot précise : « Le héros-victime a plusieurs traits de Tit-Coq [par Gratien Gélinas] : mi-orphelin, mi-révolté, etc. ».
Son œuvre est divisée en deux parties : la première dépeint la société ouvrière, les travailleurs des villes. Il traite beaucoup de l’adolescence et du chemin vers le monde adulte, des envies de liberté, de contestation et de colère face à une société qui ne semble pas être présente pour eux. La seconde partie (après 1960), quant à elle, traite principalement de la bourgeoisie (notamment dans le film Les Beaux Dimanches paru en 1974). « Le dramaturge les dépeint en train de voiler leur déchéance morale dans les mondanités, de noyer leur ennui dans l’accumulation de biens matériels et dans l’alcool. Mais chacun doit bientôt régler ses comptes avec la vie : tombent alors les masques, et ces arrivistes se retrouvent face à eux-mêmes, condamnés à vivre. »
Marcel Dubé est l'auteur des textes du téléroman La Côte de sable (1960) et adapte plusieurs de ses pièces ou en écrit directement pour la télévision de Radio-Canada. Il signe également le scénario du film Les Beaux Dimanches, réalisé par Richard Martin en 1974, d'après sa propre pièce éponyme de 1968.
Il meurt durant son sommeil, à son domicile de Montréal, le 7 avril 2016, à l'âge de 86 ans.
Entre les années 2000 et 2004, l'auteur et réalisateur Gaêtan Lavoie réalise pour le compte de Télé-Québec une série documentaire en trois heures, intitulée Les Temps de Marcel Dubé, qui résume l'essentiel de l'œuvre du dramaturge. Les épisodes, respectivement intitulés Les Temps de l'enfance et de l'adolescence, Les Temps des amours et enfin Les Temps de la maladie et de l'abandon constituent le document audiovisuel le plus complet sur le dramaturge.
Le fonds d'archives de Marcel Dubé est conservé au centre de Bibliothèque et Archives nationales du Québec (BAnQ) de Montréal.

## Œuvre

### Pièces de théâtre
- 1951: De l'autre côté du mur (Mise en scène: Robert Rivard)[5]
- Zone, Montréal, Éditions de la cascade, Collège Sainte-Marie, (1956), (1968), (1971)
- Un simple soldat / Le temps des lilas, Québec, Institut littéraire, collection «Théâtre canadien» vol. 1, (1958)
- Le Temps des lilas, Québec, Institut littéraire, collection «Théâtre canadien», (1958), (1969), (1973)
- Un simple soldat, Québec, Institut littéraire, collection «Théâtre canadien», (1958), (1967), (1980)
- Florence, Québec, Institut littéraire du Québec ltée, (1960), (1970)
- Le Train du Nord, Montréal, Les Éditions du jour (1961)
- Bilan, Montréal, Leméac, (1968)
- Les Beaux Dimanches, Montréal, Leméac, (1968)
- Hold-up !, en collaboration avec Louis-Georges Carrier, Montréal, Leméac,
- Pauvre Amour, Montréal, Leméac, (1969)
- Au retour des oies blanches, Montréal, Leméac, (1969)
- Le Coup de l'étrier et Avant de t'en aller, Montréal, Leméac, (1970)
- Un matin comme les autres, Montréal, Leméac, (1971)
- Entre midi et soir, Montréal, Leméac, (1971), (1977)
- Le Naufragé, Montréal, Leméac, (1971)
- L'Échéance du vendredi suivi de Paradis perdu (Une maison dans la ville), Montréal, Leméac, (1972)
- La Cellule, Montréal, Leméac, (1973)
- Médée, Montréal, Leméac, (1973)
- Manuel, Montréal, Leméac, (1974)
- Virginie, Montréal, Leméac, (1974)
- L’Impromptu de Québec ou le testament, Montréal, Leméac, (1974)
- L’été s’appelle Julie, Montréal, Leméac, (1975)
- Dites-le avec des fleurs, en collaboration avec Jean Barbeau, Montréal, Éditions Leméac, (1976)
- Octobre, Montréal, Éditions Leméac, (1977)
- Le Réformiste ou l’honneur des hommes, Montréal, Éditions Leméac, (1977)
- L’Amérique à sec, Outremont, Leméac, (1986)

### Autres publications
- Textes et documents (partie 1), Montréal, Leméac, (1968)
- Textes et documents (partie 2), Montréal, Leméac, (1973)
- De l’autre côté du mur suivi de cinq pièces courtes, Montréal, Leméac, (1973)
- Jérémie (argument de ballet, musique du ballet par Lee Gagnon), Montréal, Leméac, (1973)
- Poèmes de sable, Montréal, Leméac, (1974)
- Le Choix de Marcel Dubé dans l’œuvre de Marcel Dubé, Charlesbourg, Presses laurentiennes, (1986)
- Jean-Paul Lemieux et le livre, Montréal, Art global, (1988), (1993)
- Andrée Lachapelle : Entre ciel et terre, Montréal, Éditions Mnémosyne, coll. « Portraits d'artistes », (1995)
- Yoko ou le retour à Melbourne, Montréal, Leméac, (2000)

### Traductions en anglais
- The White Geese, Toronto, new press, (1972)
- L'Histoire du zoo (1975), traduction de Marcel Dubé pour la télévision de Radio-Canada de la pièce Zoo Story (1959) par Edward Albee
- Zone (version anglaise), Toronto, Playwrights Canada, (1982)

### Traduction en allemand
- Ein einfacher Soldat (extrait). En: Anders schreibendes Amerika: Québec-Anthologie. Ed. Lothar Baier, Pierre Filion. Trad. Uli Aumüller. Das Wunderhorn, Heidelberg 2000  (ISBN 3884231642) pp 241 – 247

### Le Monde de Marcel Dubé
En 1968 et 1969, six pièces de théâtre ont été tournées et diffusées en quatre parties de 25 minutes durant l'été à la Télévision de Radio-Canada sous le titre Le Monde de Marcel Dubé. Trois autres pièces ont été diffusés à l'automne 1971 :
- Virginie (les 4-11-18 juin et 2 juillet 1968), réalisé par Louis-Georges Carrier (OCLC 77284255).
- Médée (du 9 au 30 juillet 1968), réalisé par André Bousquet (OCLC 77284255).
- Manuel (du 6 au 27 août 1968), réalisé par Jean Dumas (OCLC 957584883).
- La Cellule (du 10 juin et 1er juillet 1969), réalisé par Louis-Georges Carrier (OCLC 957584798).
- Florence (du 7 au 28 juillet 1969), réalisé par Jean Faucher (OCLC 77284252).
- Bilan (du 4 au 25 août 1969), réalisé par Paul Blouin (OCLC 77284256).
- Le Naufragé (du 7 au 28 septembre 1971), réalisé par Florent Forget
- Entre midi et soir (en huit parties, du 5 octobre au 23 novembre 1971), réalisé par Florent Forget (OCLC 834352901).
- Le Temps des lilas (du 30 novembre au 21 décembre 1971), réalisé par Florent Forget (OCLC 719450767).

## Distinctions
- 1959 - Membre de la Société royale du Canada
- 1966 - Prix Victor-Morin
- 1973 - Prix Athanase-David
- 1985 - Membre de l'ordre des francophones d'Amérique
- 1987 - Membre de l'Académie des lettres du Québec
- 1991 - Chevalier de l'ordre de la Pléiade
- 1993 -  Officier de l'Ordre national du Québec[6]
- 2000 -  Officier de l'Ordre du Canada[7]
- 2005 - Prix du Gouverneur général pour les arts du spectacle, réalisation artistique
- 2006 - Prix hommage Québécor